# Стригаль
Стрига́ль — название профессии. Стригали занимаются стрижкой сельскохозяйственных животных, преимущественно овец, или, другими словами, являются операторами стригальной (ворсорезной) машины или ножниц (лезвия).

## История
На заре становления овцеводства в Австралии стрижку овец выполняли пастухи и чабаны, нанятая прислуга, досрочно освобожденные заключенные и разнорабочие при помощи специальных ножниц. Но с развитием индустрии разведения овец требовалось всё больше стригалей. Количество работы росло, а условия оставались теми же и стригалям приходилось противостоять сложным условиям труда. Работа требовала много времени и низко оплачивалась. В 1888 году Австралия превратилась в первую в мире страну, в которой (на ранчо «Dunlop Station») использовался автоматизированный способ стрижки скота. К 1915 году большинство австралийских ферм обзавелись машинами для стрижки овец на паровых двигателях, затем появились машины на двигателях внутреннего сгорания, которые распространялись по мере появления возможности поставки топлива в отдаленные фермерские хозяйства.

## Спецодежда
Одежда должна защищать стригаля от овец, и потому состоит в основном из следующего:
- Джинсы стригаля, или рабочие брюки из грубой хлопчатобумажной ткани с удвоенной по толщине тканью спереди и с нижней части ног сзади.
- Рубашка стригаля: рубашка с утолщающими нашивками под руками, где обычно располагаются ноги овцы во время стрижки.
- Ботинки стригаля: кожаные ботинки с эластичными боками или шнурками спереди и заслонка для предотвращения попадания шнурков в гребёнку стригальной машины.
- Или мокасины стригаля: современная версия из синтетического волокна со шнурками снаружи, которые имеют слой, защищающий от скольжения подошв, для предотвращения скольжения на масле. Мокасины должны часто стираться, чтобы предотвратить распространение болезней, вшей и так далее.

## Скоростная стрижка овец
Ассоциация фермеров Новой Зеландии предлагает объявить стрижку овец олимпийским спортом. В Новой Зеландии регулярно проходят международные соревнования по стрижке овец. Рекорд скорости стрижки принадлежит новозеландке Керри-Джо Тэ Хуиа: за восемь часов она постригла более 500 овец.
Фермерская ассоциации Новой Зеландии полагает, что физические усилия для этого подвига равносильны пробегу двух марафонов подряд.
В СССР был разработан скоростной метод стрижки овец (2-2,5 минуты на одну овцу) на основе опыта стригалей Новой Зеландии.